# وانکومایسین
وانکومایسین (به انگلیسی: VANCOMYCIN) یکآنتی‌بیوتیک که علیه باکتری‌های گرم مثبت هوازی و بی‌هوازی مؤثر است. این آنتی‌بیوتیک با اثر بر روی ساخت دیوارهٔ سلولی، بر روی بیشتر باکتری‌ها اثر باکتری‌کش دارد. از وانکومایسین در صورت نبود سایر آنتی‌بیوتیک‌ها یا کنتراندیکه بودن آن‌ها استفاده می‌شود. وانکومایسین به‌عنوان یک داروی گلیکوپپتیدی به‌صورت جایگزین (به همراه یک آمینوگلیکوزید) برای درمان عفونت‌های انتروکوکی استفاده می‌شود. وانکومایسین یا وَنکومایسین از سوی جامعه پزشکی به خصوص موسسه ملی سلامت آمریکا دپارتمان بیماری های واگیردار و عفونی به عنوان قدرتمندترین آنتی بیوتیک جهان معرفی شده است. در بیماری گندخونی از دوزهای بالای تزریقی ونکومایسین در بیمارستان برای درمان آن استفاده زیادی می شود.

## موارد مصرف
وانکومایسین در موارد محدودی از جمله در پیشگیری و درمان اندوکاردیت و سایر عفونت‌های جدی ناشی از کوکسی‌های گرم مثبت (مانند استافیلوکوکوس اورئوس مقاوم به متی‌سیلین) مصرف می‌شود. کمینهٔ دوز مصرفی آن برای دو هفته (۱۴ روز) و بیشینهٔ آن بر اساس توصیهٔ پزشک پیشنهاد می‌شود.

## متابولیسم دارو
وانکومایسین پس از انفوزیون به‌طور گسترده در بافت‌ها و مایعات بدن منتشر می‌شود. از آنجا که اثر دارو نسبتاً طولانی مدت است، می‌توان آن را هر ۱۲ ساعت مصرف نمود. نیمه‌عمر دارو در بزرگسالان ۴–۱۱ ساعت است که در صورت مشکل در عملکرد کلیه ممکن است به ۶–۱۰ روز برسد. دفع این دارو عمدتاً کلیوی است.

## عوارض جانبی
مسمومیت کلیوی شامل نارسایی کلیه و نفریت بین سلولی، مسمومیت گوشی، اختلال‌های خونی شامل کاهش نوتروفیل‌های خون و به ندرت آگرانولوسیتوز، کاهش پلاکت‌های خونی، تهوع، لرز، تب، ائوزینوفیلی، آنافیلاکسی، بثورات جلدی، التهاب ورید، افت شدید فشار خون، خس‌خس کردن، اختلال در تنفس، کهیر، خارش، برافروختگی بالاتنه، درد و اسپاسم ماهیچه‌ای با مصرف این دارو گزارش شده‌است.

## مسمومیت و درمان
- اطلاعات محدودی وجود دارد و درمان حمایتی با حفظ gfr است و همودیالیز تنها اندکی از دارو را خارج می‌کند.
- معمولاً پزشک پس از ۳ تا ۴ روز مصرف وانکومایسین برای بیمار آزمایش اندازه‌گیری سرمی وانکومایسین را تجویز می‌کند. در صورتی که مقدار آن غیرطبیعی (کم یا زیاد) باشد برای بیمار مسمومیت ایجاد نموده ممکن است پزشک برای ادامه استفاده وانکومایسین یا کم نمودن دوزهای آن تجدید نظر کند.